# Tribunal de la Penitenciaria Apostòlica
La Sagrada Penitenciaria Apostòlica  té la seu al Palau de la Cancelleria, al Vaticà. S'encarrega dels assumptes de consciència i de l'administració d'indulgències.
Els seus orígens es remunten a final del segle xiii, el cardenal encarregat de rebre les confessions pel papa (cardinals cinc confessions pro papa recipit ), és a dir, aquell que tracta tots els assumptes de consciència, tant interns (fins i tot fora de la confessió sacramental) com externs. Aquest cardenal, anomenat de vegades  pœnitentiarius  (penitenciari), està assistit pels capellans penitenciaris, un per cada una de les basíliques majors de Roma. La Penitenciaria va ser remodelada profundament per Pius V el 1569, Benet XIV el 1744 i Pius X que va reduir les seves competències en assumptes interns.
Les prerrogatives de la Penitenciària actual són obra de Benet XV que li va afegir la secció d'indulgències, encara que únicament s'encarrega de la concessió i de l'ús d'aquestes.
Avui en dia la Penitenciaria és dirigida per un cardenal prefecte, el Penitenciari major, assistit per un regent, dos oficials i un consell de prelats.